# Terremoto de Ovalle de 1943
El terremoto de Ovalle de 1943 fue un sismo registrado el 6 de abril de 1943 a las 12:07 hora local (16:07 UTC). Su epicentro se localizó en el mar frente a la comuna de Ovalle, Región de Coquimbo, Chile. Tuvo una magnitud de 8,2 MW. Provocó un tsunami pero sin mayores daños.

## Consecuencias
Varias ciudades de la actual región de Coquimbo sufrieron importantes daños por el terremoto. La Serena, Coquimbo y Ovalle tuvieron derrumbes en paredes de casas particulares y locales comerciales, y grietas en edificios públicos, como fue el caso del Hospital de Ovalle.
También se registraron daños en localidades del interior de la región de Coquimbo, como Andacollo, Sotaquí, Monte Patria, Punitaqui y Salamanca. En Punitaqui la prefectura de Carabineros informó una destrucción del 30% de los edificios; en Illapel edificios públicos como el matadero, el estadio, el cementerio y el edificio de la corporación municipal quedaron hechos escombros; la cárcel de Illapel, la escuela de artesanos, el cuartel de Carabineros, el convento, y varios establecimientos educacionales de la ciudad también resultaron perjudicados.
En cuanto a las víctimas, la prensa informó de 11 fallecidos: los obreros Álvaro Muñoz (28), Feliciano Araya (56), Alfredo Cortés (30) y los menores Darío y José Callejas, que fallecieron luego del derrumbe de un tranque de relave en la mina Cocinera; Víctor Baldomero (3) en La Chimba; Rosa González (70) y Óscar Araya (5) en Sotaquí; el obrero Luis Díaz en Altar Bajo; y Orlando Maldonado y la niña Lidia Velásquez (5) en Punitaqui; a esto, se sumaron 49 heridos y un total de 23.250 damnificados.

### Tsunami
El terremoto de Ovalle provocó un tsunami en las costas de la región de Coquimbo, particularmente en el entonces departamento de Ovalle. En la localidad de Los Vilos, la capitanía de puerto reportó una salida de mar de más de 1 metro, la que destruyó cinco embarcaciones; otros testimonios hablaron de subidas del nivel del mar en localidades como Caleta El Totoral y Tongoy, pero que no quedaron registradas en la prensa nacional.